# Anomis ruficlathrata
Anomis ruficlathrata là một loài bướm đêm trong họ Erebidae.